# Китилипи (департамент)
Департамент Китилипи (исп. Departamento de Quitilipi) — департамент в Аргентине в составе провинции Чако.
Территория — 1545 км². Население — 34 081 человек. Плотность населения — 22,1 чел./км².
Административный центр — Китилипи.

## География
Департамент расположен в центральной части провинции Чако.
Департамент граничит:
- на севере — с департаментом Либертадор-Хенераль-Сан-Мартин
- на востоке — с департаментом Вейнтисинко-де-Майо
- на юге — с департаментом Сан-Лоренсо
- на западе — с департаментом Команданте-Фернандес
- на северо-западе — c департаментом Майпу

## Административное деление
Департамент включает 1 муниципалитет:
- Китилипи

## Важнейшие населенные пункты[3]
| № | Населённый пункт      | Населённый пункт (исп.) | Категория | Население чел. (2010) | На карте                        |
| - | --------------------- | ----------------------- | --------- | --------------------- | ------------------------------- |
| 1 | Китилипи              | Quitilipi               | город     | 24 517                | 26°52′15″ ю. ш. 60°13′06″ з. д. |
| 2 | Вилья-Эль-Пальмар     | Villa El Palmar         | поселок   | 879                   | 26°27′19″ ю. ш. 60°09′54″ з. д. |
| 3 | Колония-Эль-Параисаль | Colonia El Paraisal     | поселок   | н/д                   | 26°29′58″ ю. ш. 60°04′03″ з. д. |